# Вилларз, Патрик
Патрик Вилларз (англ. Patrick Villars; 21 мая 1984) — ганский футболист, защитник. Участник летних Олимпийских игр 2004 года.

## Биография
Патрик Вилларз родился 21 мая 1984 года.

### Клубная карьера
Начал профессиональную карьеру в 1999 году в клубе чемпионата Ганы — «Эбусуа Дварфс». Летом 2001 года стал игроком турецкого «Трабзонспора». В чемпионате Турции провёл 5 игр и покинул команду. В 2003 году играл за южнокорейский «Пучхон СК», где он сыграл в 11 матчах. В августе 2004 года перешёл в израильский «Маккаби» из города Петах-Тиква. В 2006 году на правах аренды играл за бельгийский «Беринген-Хойсден-Зольдер». Затем Вилларз играл в Китае за «Циндао Хайлифэн».
Завершил карьеру игрока в 2009 году в составе команды «Кючюк Каймакли Тюрк» из Северного Кипра. Летом 2011 года в услугах игрока были заинтересованы катарский «Аль-Садд» и индийский «Чираг Юнайтед».

### Карьера в сборной
Летом 2001 года вместе с молодёжной сборной Ганы участвовал в молодёжном чемпионате мира в Аргентине. В группе Гана заняла первое место, обогнав Францию, Парагвай и Иран. В 1/8 финала ганцы обыграли Эквадор (1:0), а в четвертьфинале Бразилию (2:1). Полуфинал для Ганы закончился победой над командой Египта со счётом (2:0). В финале ганцы уступили хозяевам турнира — сборной Аргентины с разгромным счётом (0:3).
В августе 2004 году главный тренер олимпийской сборной Ганы Марьяну Баррету вызвал Патрика на летние Олимпийские игры в Афинах. В команде он получил 11 номер. В своей группе ганцы заняли третье место, уступив Парагваю и Италии, обогнав при этом Японию. Вилларз сыграл лишь в одной игре против Японии.